# Cláudio Monteiro Considera
Claudio Monteiro Considera (Niterói, Rio de Janeiro, 1946) é um economista e professor brasileiro.

## Vida acadêmica
É graduado em economia pela Universidade Federal Fluminense, mestre em economia pela Universidade de Brasília, possui seus cursos de doutoramento na Universidade de Oxford e é doutor em economia pela Universidade Federal Fluminense.
Trabalhou no Instituto de Pesquisa Econômica Aplicada do qual foi funcionário desde 1971 e de onde foi coordenador do Boletim de Conjuntura, Diretor de Pesquisas e editor da revista Pesquisa e Planejamento Econômico. Atualmente é professor de economia da Universidade Federal Fluminense de onde já foi chefe do departamento de economia e diretor da Faculdade de economia; e, é também, pesquisador-associado do Instituto brasileiro de economia da Fundação Getúlio Vargas (IBRE/FGV).
Cedido pelo IPEA e pela UFF foi chefe do departamento de contas nacionais do Ibge e secretário de acompanhamento econômico do Ministério da Fazenda na gestão do Ministro Pedro Malan
Como acadêmico publicou vários artigos na áreas de formação de preços, distribuição funcional da renda, contas nacionais, regulação e defesa da concorrência. Em 1984 ganhou o prêmio Haralambus Simionides, conferido pela Associação Nacional de Centros de Pós-graduação em economia (ANPEC), pelo melhor artigo publicado no ano anterior.